# Меридіан тонкої кишки (VI)
Меридіан тонкої кишки — парний, симетричний, доцентровий меридіан системи Ян. Містить 19 пунктів.
Позначають як, цифрами — VI, літерами — IG(фр.), Dü(нім.), SI(англ.), наприклад: 1VI, IG1, Dü1, SI1 («маленький ставок» — перший пункт меридіана тонкої кишки).
Часом найвищої активності меридіану є 13.00-15.00, пасивності — 01.00-03.00.

## Перелік точок
1 Сяо-цзи (小澤, xiǎo-zé — маленький ставок)
2 Цьєн-гу (前谷, qián-gǔ — передня алея (колишня долина))
3 Хоу-сі (後谿, hòu-xī — задня ущелена)
4 Ван-гу (腕骨, wàn-gǔ — кістки променево-зап'ясткового суглоба(кістка зап'ястка))
5 Ян-гу (陽谷, yang-gǔ — долина ян (сонячна долина))
6 Ян-лао (養老, yǎng-lǎo — старість, що живить (пенсія))
7 Ші-чен (支正, zhi-zeng — окремо від каналу (підтримка))
8 Сяо-хай (小海, xiǎo-hǎi — маленьке море)
9 Тх'єн-цзун (肩貞, jiān-zhēn — чистота плеча (плечі))
10 Ру-ї (臑俞, rgu-yi — точка плеча)
11 Шіан-чон (天宗 небесне спостереження (небесні предки))
12 Бінг-фон (秉風, bǐng-fēng — вітер, що спостерігає (поїздка вітру))
13 Тшу-єн (曲垣, qū-yuán — зігнута стіна)
14 Тцєн-вай-юу (肩外俞, jiān-wài-shū — точка зовнішнього плеча (поруч з плечем))
15 Тцєн-чжу-юу (肩中俞, jiān-zhōng-shū — точка середнього плеча (середина плеча))
16 Тх'єнь-чуан (天窗, tiān-chuāng — небесне вікно (люк))
17 Тх'єн-ронг (天容, tiān-róng — небесний прийом (небесна фігура))
18 Тшен-ляо (顴髎, quán-liáo — ямка щоки)
19 Тхін-гон (聽宫, tīng-gōng — палац слуху (навички слухання))